# Le Monestier-du-Percy
Le Monestier-du-Percy é uma comuna francesa na região administrativa de Auvérnia-Ródano-Alpes, no departamento de Isère.